# Takahiro Yamaguchi
Takahiro Yamaguchi (山口 貴弘 Yamaguchi Takahiro?), född 8 maj 1984 i Tokyo prefektur, är en japansk fotbollsspelare.
Yamaguchi började sin karriär 2007 i Shonan Bellmare. Han spelade 135 ligamatcher för klubben. 2013 flyttade han till V-Varen Nagasaki. Efter V-Varen Nagasaki spelade han för Oita Trinita.